# Clàssic de les lleis
El Fajing o Clàssic de les lleis o Cànon de les lleis (xinès tradicional: 法经, xinès simplificat: 法经, pinyin: 'Fǎ Jīng') és un treball atribuït a Li Kui, un erudit legalista que va viure a l'Estat de Wei durant el període dels Regnes Combatents de la història xinesa (475-220 aC). És el primer cànon jurídic definitiu de l'antiga Xina i va esdevenir la base de totes les obres legals posteriors.